# Каупер-Темпл, Джорджина, леди Маунт-Темпл
Джорджина Элизабет Каупер-Темпл, леди Маунт-Темпл (англ. Georgina Elizabeth Cowper-Temple, Lady Mount Temple; 8 ноября 1822 — 17 октября 1901) — британская аристократка и защитница животных.

## Биография
Родилась в семье адмирала Джона Ричарда Делапа Толлемача и его супруги, леди Элизабет Стрэтфорд, дочери Джона Стрэтфорда, 3-го графа Олдборо.
22 ноября 1848 года, в возрасте 26 лет, Джорджина вышла замуж за сэра Уильяма Каупера-Темпла, второго сына Питера Клавелинга-Каупера, 5-го графа Купер и его супруги Эмили Каупер. Их брак был бездетным, но в 1869 году супруги удочерили дочь Джульетту Латур Темпл.
Леди Джорджина Каупер-Темпл была одним из лидеров Общества против вивисекции в Торки, а также была активным членом «Отряда милосердия» и Королевского общества по предотвращению жестокого обращения с животными.
В 1880 году её супруг получил титул барон Маунт Темпл, благодаря чему она стала леди Маунт-Темпл.
Скончалась 17 октября 1901 года в возрасте 78 лет; после её смерти часть состояния перешла в Обществу Виктория-Стрит по защите животных от вивисекции. Спустя два года, в 1903 году друзья в память о ней установили бронзовую статую в Баббакомбе.

## Галерея

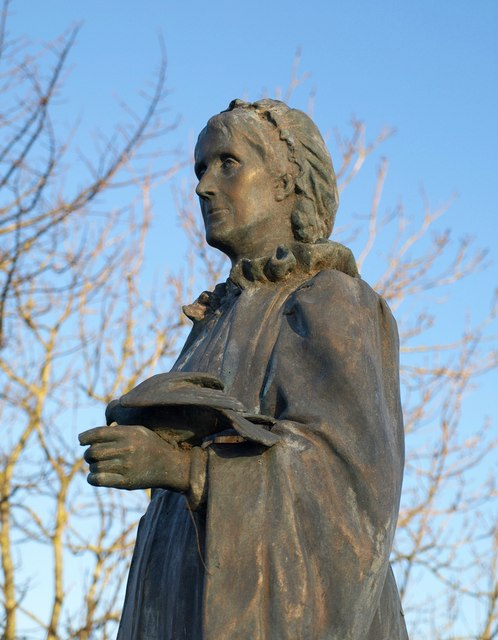
Бронзовая статуя леди Джорджины Каупер-Темпл